# اسپرینگفیلد غربی (ماساچوست)
اسپرینگفیلد غربی، ماساچوست
اسپرینگفیلد غربی(به انگلیسی: West Springfield) شهری در شهرستان همپدن ایالت ماساچوست می‌باشد که در سال ۱۷۷۴ بنیان‌گذاری شده‌است. این شهر در سرشماری سال ۲۰۱۰ میلادی، ۲۸٬۳۹۱ نفر جمعیت داشته‌است.